# Сивков, Пётр Кузьмич
Пётр Кузьмич Сивков (1 (13) февраля 1884 — 29 января 1938) — советский военный деятель, бригврач (1936), брат А. К. Сивкова и А. К. Сивкова.

## Биография
Родился в семье потомственного почётного гражданина. С 1893 года учился в Кронштадтской гимназии, по окончании которой, в 1901 году поступил в Военно-медицинскую академию.
Окончив академию, 2 декабря 1907 года назначен младшим врачом 1-го Варшавского крепостного ПП. С 3 марта 1908 года — младший врач 9-го флотского экипажа, с прикомандированием к Либавскому госпиталю, с 3 ноября 1908 года — врач 2-го, позднее 3-го дивизиона миноносцев 1-го отряда минных судов Балтийского моря, 6 сентября 1908 года зачислен в Либавский флотский полуэкипаж, с 3 ноября 1908 года — младший ординатор Либавского военно-морского госпиталя (фактически — ординатор Кронштадтского военно-морского госпиталя), с 22 мая 1909 года — младший врач и вр.и.д. старшего врача крейсера «Диана», с 21 апреля 1911 года — младший врач крейсера «Громобой» (17 мая 1911 года временно назначался на канонерскую лодку «Кореец»), с 13 апреля 1913 года — вр.и.д. старшего врача крейсера «Громобой», с 31 мая 1914 года — врач Южного района Службы связи Балтийского моря.
Первая мировая война застала П. К. Сивкова на той же должности. 7 июля 1915 года он был назначен врачом 1-го дивизиона эсминцев Балтийского моря, с 14 октября 1917 года служил в Морской крепости Императора Петра Великого (МКПВ), с 20 декабря 1917 года — старший врач 1-го артиллерийского полка МКПВ, позднее переименованного в 1-ю артиллерийскую бригаду.
В феврале 1918 года П. К. Сивков вступил в РККА, участвовал в обороне Ревеля от немцев, 25 февраля 1918 года попал в плен после падения Ревеля, бежал. 30 апреля 1918 года прибыл в Кронштадт, был прикомандирован к Симановскому лазарету, фактически старший врач 4-го (14-го) дивизиона эсминцев, с 31 октября 1918 года П. К. Сивков был командирован на госпитальную флотилию Российского общества Красного Креста, с 27 мая 1919 года — старший врач линкора «Петропавловск», с 12 апреля 1920 года — флагманский врач ОВР Главной базы Балтийского флота, с 30 мая 1922 года — старший врач Машинной школы Балтийского флота, с 26 марта 1923 года — старший врач УО Морских сил Балтийского моря (МСБМ), с 1 апреля 1930 года — вр.и.д. старшего врача ГВП МСБМ, с 29 апреля 1930 года обучался на курсах инструкторов ПВО, 31 июля 1930 года — вернулся на прежнюю должность, с 19 ноября 1931 года — начальник 4-го сектора УК МСБМ, с 28 июня 1933 года — вр.и.д. начальника санитарной службы Кронштадтского укрепрайона Балтийского флота, с 15 марта 1935 года — начальник санитарной службы Военно-морского училища связи им. Орджоникидзе.

## Семья
- Младший брат — Сивков, Александр Кузьмич (27 августа 1892 — 1938) — советский военно-морской деятель, флагман 1-го ранга.
- Младший брат — Сивков, Аркадий Кузьмич (23 января 1899 — 3 ноября 1943[2]) — советский военачальник, генерал-лейтенант артиллерии.

## Репрессии
Арестован 30 декабря 1937 по ордеру от 26 декабря 1937 Комиссией НКВД и Прокуратуры СССР. 17 января 1938 приговорён по ст. ст. 58-6-7-10 УК РСФСР к высшей мере наказания. Расстрелян в Ленинграде 29 января 1938.
Его брат Александр Кузьмич Сивков расстрелян в Ленинграде 22 февраля 1938. Его жена Евгения Тимофеевна Сивкова репрессирована.

## Чины и звания

### Российской империи
- коллежский асессор — 26.12.1911 (старшинство с 02.12.1911; 02.04.1912 старшинство изменено на 02.12.1910)
- надворный советник — 24.12.1914 (старшинство с 02.12.1914)

### СССР
- бригврач — 23 марта 1936 года

## Награды
- Орден Святого Станислава 3-й степени с мечами и бантом — БМ 28.01.1916, ВП 31.03.1916
- Орден Святой Анны 3-й степени с мечами и бантом — БМ 30.07.1916
- Серебряная медаль Красного Креста памяти русско-японской войны на Александровской ленте — 18.05.1906
- Медаль «В память 300-летия царствования дома Романовых» — 21.02.1913
- Медаль «В память 200-летия морского сражения при Гангуте» на Андреевской ленте — 28.02.1915